# Viererpakt
Der Viererpakt, auch bezeichnet als Viermächtepakt, war ein auf Initiative Benito Mussolinis unterzeichnetes Abkommen zwischen dem faschistischen Italien, Frankreich, Großbritannien und dem nationalsozialistischen Deutschen Reich, das am 15. Juli 1933 unterzeichnet, jedoch nie ratifiziert wurde.

## Inhalt
Der Viererpakt bestätigte die Satzung des Völkerbundes, die Locarnoverträge, die Endgültigkeit der deutschen Westgrenze und den Briand-Kellogg-Pakt. Die Vertragsparteien verpflichteten sich dazu, alle sich ergebenden völkerrechtlichen Fragen gemeinsam zu beraten und den Frieden zu wahren.

## Wirkung und Entwicklung
In Deutschland wurde der Viererpakt als Mussolinis „Großer Friedensplan“ gerühmt. Auch das Deutsche Reich selbst erzielte mit dem Vertragsabschluss einen enormen außenpolitischen Prestigegewinn: Die neuen Machthaber konnten der Welt verkünden, nur am Frieden in Europa interessiert zu sein. Die Hoffnung seiner Vertragspartner, Adolf Hitler mit dem Vertrag von einer aggressiven Außenpolitik abhalten zu können, erfüllte sich jedoch nicht: Das NS-Regime zeigte noch im selben Jahr durch den Austritt aus dem Völkerbund (ausgetreten nach Volksabstimmung am 12. November 1933) und den Rückzug aus der Genfer Abrüstungskonferenz, dass es nicht gewillt war, sich in ein kollektives Sicherheitssystem für Europa einzubinden. Der Viererpakt wurde zwar noch paraphiert, aber anschließend nicht mehr ratifiziert.
Auf Polen wirkte der Viererpakt als Bedrohung, was zum Abschluss des Deutsch-Polnischen Nichtangriffspaktes am 26. Januar 1934 führte.